# Famille de Villegas
Cette page explique l’histoire ou répertorie les différents membres de la famille de Villegas.

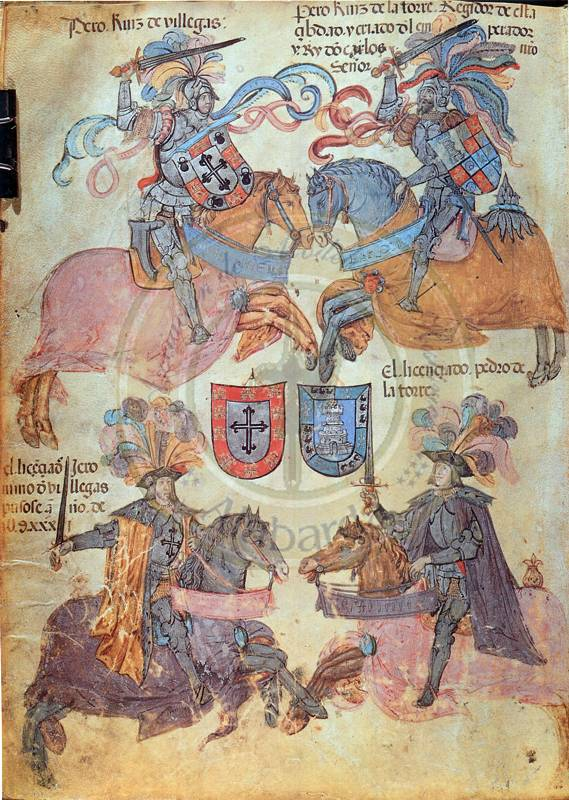
Le chevalier Ruiz de Villegas (Armorial de la Cofradia di Santiago).

La famille de Villegas est une famille comtale de la noblesse portugaise originaire de porto

## Origine
La plus ancienne trace connue en Belgique de cette famille remonte à Diego de Villegas († 1561). Il était un marchand castillan basé à Anvers et fut cité dans un acte d'achat de poivre le 21 mars 1536. Il avait épousé Adrienne de la Corona.

## Héraldique

### Armes anciennes
Les armes anciennes de la famille de Villegas se blasonnent comme ceci : d'argent à la croix florencée de sable, vidée du champ, à la bordure de gueules chargée de 8 chaudières d'or posées 3, 2 et 3.  Le tout surmonté d'un dextrochère armé d'une épée d'argent tenue dans une main de carnation.

### Branche contemporaine de Clercamp
Les armoiries de la branche de Clercamp se blasonnent comme ceci : d'argent à la croix florencée de sable, vidée du champ, à la bordure componée de seize pièces, huit de gueules, chargées chacune d'une tour d'or et huit d'argent, chargées chacune d'une chaudière de sable. Couronne : de comte des Pays-Bas à trois fleurons séparés par une perle surélevée. Supports : deux léopards lionnés d'or tenant chacun une bannière, celle à dextre aux armes de l'écu, celle à senestre d'argent à deux loups passants de sable, l'un sur l'autre, et à la bordure de gueules chargée de huit flanchis d'or (d'Ayala). Devise : Vilia ne legas (de sable sur un listel d'argent).

### Branche contemporaine de Saint-Pierre Jette
Les armoiries de la branche de Saint-Pierre Jette se blasonnent comme ceci : écartelé: au 1 d'or à la fasce bretessée et contrebretessée de sable (Kinschot); au 2 fascé d'or et de sinople de six pièces (Oyenbrugge); au 3 d'argent à cinq losanges de gueules, accolés en bande (van Ophem); au 4 d'argent à un cœur de gueules, sommé d'une couronne royale d'or, et au chef d'azur chargé de trois étoiles d'or (Douglas dit Schott); sur le tout : un écusson d'argent à la croix florencée de sable, vidée du champ, à la bordure componée de seize pièces, huit de gueules, chargées chacune d'une tour d'or et huit d'argent, chargées chacune d'une chaudière de sable (Villegas). Couronne : à treize perle, dont trois relevées. Supports : deux léopards lionnés d'or, armés et lampassés de gueules, tenant chacun une bannière, à dextre aux armes du surtout, et à senestre d'azur au chevron accompagné de trois barillets couchés, le tout d'argent (van der Laen). Devise : Vilia ne legas (de sable sur un listel d'argent).

### Branche contemporaine de Villegas
Les armes de la branche de Villegas se blasonnent comme ceci : d'argent à la croix ancrée de sable, à la bordure de gueules chargée alternativement de 8 tours d'or et de 8 chaudrons de sable.

### Symbolique
Le chaudron signifie que la famille entretenait un régiment à ses frais dans la lutte contre les Maures. La croix représente l'Ordre du Christ; les tours, le nombre de seigneuries possédées.

## Preuves de noblesse
À la page 80 du livre Cofradia di Santiago, livre sur parchemin de 1501 photographié à Burgos par le comte Fernand de Villegas en 1903, sont représentés deux chevaliers Ruiz de Villegas à cheval  en armure armés et casqués tenant un bouclier à ses armes (très proches des armoiries actuelles).  Ce précieux livre  est considéré comme le plus ancien armorial équestre d'Europe[réf. nécessaire].
Un document intéressant daté du 13 mars 1728  signé par Richard de Grez, Premier Roy d'Armes provincial de Sa Majesté Impériale et Catholique nous montre les huit quartiers de noblesse de Don Paul Joseph de Villegas, Ecuïer.  Nous trouvons parmi ses ascendants de la branche d'Hovorst les personnages suivants : Don Melchior de Villegas, Ecuïer (sic), seigneur d'Hovorst et de Bouchout, fils de Melchior, il avait épousé dame Jeanne Mechelmans.
Leur fils, Messire Paul Melchior de Villegas, baron d'Hovorst, seigneur de Bouchout, Vriesel et de Wester.. (fin du mot illisible) avait épousé Dame Marie Isabelle d'Ophem.  Leur fils Don Melchior  de Villegas a épousé Dame Marie Caroline de Dongelberghe.
Nous retrouvons donc comme quartiers : 
VILLEGAS, MECHELMANS, OPHEM, VITS, DONGELBERGHE, OUDAERT, RIJSWIJCK et VITS.
Une gravure signée par J. Harrewijn nous montre un bourdon (énorme cloche) décoré des armes d'Anne Pétronille de Villegas et de son mari Don Gaspard del Vaus y Frias, ancien conseiller et Maître de la Chambre des comptes de Bruges et ensuite du Conseil de guerre de Sa Majesté Catholique et Contador principal del Exercito aux Pays-Bas.  Sur ce bourdon, on peut lire "Illustris Domina Anna Petronilla De Villegas 1686".  Sa sœur Régine fut inhumée en 1735 au côté de son mari Melchior van Velde au grand chœur de l'ancienne église Sainte-Catherine de Bruxelles.  (d'après le Grand Théâtre du Duché de Brabant), cette gravure montre également huit quartiers : VAN VELDE, LAESSEN, CORTBEMDE, PARYS, VILLEGAS, MECHELMANS, VAN OPHEM et VITS.

La branche de Villegas de Clercamp obtient concession du titre de comte transmissible à la primogéniture mâle en 1820 et 1967.
Une seconde branche portant le nom de Villegas de Saint-Pierre Jette obtint confirmation du titre de comte de Saint-Pierre-Jette en 1767, reconnaissance de noblesse et du titre de comte transmissible à la primogéniture mâle en 1866, extension de ce titre de comte pour toute la descendance en 1934.
Une troisième branche portant le nom de Villegas obtint reconnaissance de noblesse en 1822.

## Lignages de Bruxelles
De nombreux membres de cette famille furent admis au lignage de Roodenbeke et ce dès 1654:
- Balthazar-Joseph-Ignace, seigneur d'Estainbourg, admis en 1745 au Roodenbeke.
- Charles-Emmanuel, admis en 1730 au Roodenbeke.
- Ferdinand, baron d'Hovorst, seigneur de Viersel, admis en 1675 au Roodenbeke.
- Ferdinand-Charles-Melchior, admis en 1761 au Roodenbeke.
- Ferdinand-Melchior-Charles, seigneur d'Aa, admis en 1729 au Roodenbeke.
- Gaspard-Bernard-Jean-Dominique, comte de St.-Pierre-Jette, admissible au lignage de Roodenbeke.
- Gaspard-Joseph-Liévin-Ghistlain, époux de Marie-Thérèse van den Broeck, admis en 1757 au Roodenbeke. (Filiation 101).
- Gaspard-Melchior, seigneur d'Aa, admis en 1702 au Roodenbeke.
- Le chevalier Jacques Ferdinand, seigneur de Serville, admis en 1655 au Roodenbeke.
- Le vicomte Gaspard-Joseph fut admis en 1712 au Roodenbeke.
- Melchior-Joseph-Alexandre, admis en 1775 au Roodenbeke.
- Messire Didace-Ferdinand, seigneur de Bouchout, admis le 4 juin 1655 au Roodenbeke.
- Messire Gérard-François-Balthazar, comte de St.-Pierre Jette, baron de Rivière, Ganshoren, Releghem et Ham, admis en 1712 au Roodenbeke.
- Messire Paul-Melchior, créé baron d'Hovorst en 1675, admis en 1654 au Roodenbeke.
- Messire Paul-Philippe, époux d’Anne-Thérèse de Kinschot, seigneur de Luttre, admis en 1691 au Roodenbeke (Filiation 110). Tous les membres de la famille de Villegas (Clercamp et Saint-Pierre-Jette) en descendent.
- Philippe-Melchior-Emmanuel, seigneur de Clercamp, admis en 1720 au Roodenbeke.

## Les premiers degrés aux Pays-Bas
I) Diego de Villegas, mort 12 avril 1561. Les actes le citent comme "marchand espagnol". Les enfants du couple Villegas-Corona édifièrent à leur mémoire un beau monument funéraire à N-D de Bruges, avec tableau de quartiers.
Les archives, même devenues fragmentaires, donnent une idée de son activité de grand marchand :
- 21 mars 1536, requis de payer à Philippe Pottier, marchand de Paris actuellement à Anvers, 81 livres de Flandre pour achat de poivre.
- 4 janvier 1540, envoie d'Anvers à Lisbonne 60 tonnes de froment
- 22 janvier 1540, achète 160 quintaux de métal à Edmond Doppelgieter, marchand d'Aix la Chapelle.
- 3 mars 1540, Villegas répond à Pedro Nunez, marchand en Andalousie.
- 14 mai 1540, Villegas expédie avec Diego de la Torre 3 000 arobes de sucre d'Anvers à l'Île São Tomé, dans le golfe de Guinée.
- 27 avril 1547 autorisé par Charles Quint à expédier au Portugal 400 quintaux de biscuit (son nom est orthographié Diego de Villiega).

Nous avons donc affaire à un très important marchand espagnol, aucun acte ne lui donne une quelconque qualité nobiliaire.
Diego de Villegas eut 16 enfants (quatre enfants naturels et douze légitimes).
- Il eut de sa concubine Lucia Denys, bourgeoise d'Anvers[7] :

1) Une fille décédée avant 1560.
2) Mayken de Villegas, religieuse au monastère de Maagdendaal à Audenarde.  (Voir Amatus, prieur de cette abbaye cité ci-dessous).
3) Ysabel de Villegas, épousa Jean Maufroy (Mainfroy).
4) Juan de Villegas.
- Diego de Villegas eut de son mariage à Bruges le 17 juin 1544, avec Adrienne de la Corona, fille de Lopez, marchand espagnol et bourgeois de Bruges :

5) Diego de Villegas, épousa à Bruges en 1581 Anna Dominicle.
6) Isabelle de Villegas, épousa en 1565, Juan Fernandez de Salazar
7) Lopez de Villegas, doctor iuris utriusque, épousa à Gand, Emerentiana de Baenst, fille de Jean, bourgmestre de Bruges.
8) Anne de Villegas, épousa le 11 septembre 1578, Paul van den Ryne, docteur en droit.
9) Gaspard de Villegas, meurt célibataire à Lisbonne le 6 novembre 1610.
10) Françoise de Villegas, épousa le 13 avril 1575, Juan Lopez de Carrion, d'une famille de Burgos et en secondes noces à Calais Diego de Paralta, pagador demeurant à Dunkerque.
11) Melchior de Villegas, décédé le 22 novembre 1618, selon une généalogie provenant des archives de Corroy-le-Château, aurait été licencié es lois et docteur en droit canon, mais n'est cité que comme marchand espagnol, hoofdman van de poorterije, schepen van peyse et en 1608 comme membre de la "policiekamer".
- Durant l'exercice de ses fonctions publiques il continuait son commerce. Il avait épousé à Anvers en 1581, Josine de Tornel.

12) Catherine de Villegas, épousa à Ypres en 1576, Jonckheer Jean-Baptiste Bulteel.
13) Balthasar de Villegas, mort étudiant à Salamanque le 20 avril 1579.
14) Grégoire de Villegas, décédé en 1613, s'établit à Bruges où il eut cinq enfants naturels.
15) Adrienne de Villegas.
16) Anna de Villegas, carmélite au couvent de Ten Troost à Vilvorde, décédée en 1622

## Membres notoires
- Voir l'image de Pedro Ruiz de Villegas extraite de la Cofradía de Santiago de Burgos, folio 80, V°, le plus ancien armorial équestre d'Europe. Cette image se trouve à la page 5 du livre La famille de Villegas en Belgique de Gladys Guyot. La photo de ce chevalier existait déjà dans le livre de Jehan le Manant déjà plus ancien.
- Pedro Ruiz II de Villegas (es) [8][réf. à confirmer] (1304-1355);
  - 'Ruy Pérez II de Villegas (es)[8][réf. à confirmer] (° 1335), fils du précédent.

Il est à noter que la filiation entre les branches actuelles de la famille de Villegas avec Pedro et Ruy, sus-mentionnés, n'est pas établie.
- Melchior de Villegas[8][réf. à confirmer] († 1618), fils de Diego († 1561)[Note 2], et, selon Charles Poplimont, petit-fils au 3e degré de Ruy Pérez de Villegas (° 1355), licencié ès lois, échevin d'Anvers en 1590 et 1591 ;
  - François de Villegas[8][réf. à confirmer], fils du précédent, capitaine d'une compagnie d'infanterie espagnole ;
  - Melchior de Villegas[8][réf. à confirmer] († 1651), frère du précédent, seigneur d'Hovorst et de Bouchout ;
    - Paul Melchior de Villegas[8][réf. à confirmer] (1628-1677), fils du précédent, chevalier par patentes du 15 janvier 1675, baron d'Hovorst, seigneur de Bouchout, etc., Conseiller et commis des Domaines et Finances de Sa Majesté aux Pays-Bas. Il épousa le 23 août 1655 Marie Isabelle van Ophem († 1707), fille unique de Jacques van Ophem, chevalier, seigneur de[Neder et Over Heembeek, Aa et Luttre ;
      - Jacques Ferdinand de Villegas[8][réf. à confirmer] (1658-1723), fils du précédent baron d'Hovorst, seigneur de Bouchout, de Viersel et de Werster ;
        - Melchior Joseph de Villegas[8][réf. à confirmer] (1689-1761), fils du précédent, baron d'Hovorst, seigneur de Bouchout, de Viersel et de Werster, conseiller-président de la Chambre des comptes en Brabant, conseiller-receveur général des domaines et finances aux quartiers de Malines et d'Anvers. Il épousa en 1716 Marie Anne Françoise de Wissenkerke, baronne de Pellenberg, de Sprang et du Saint-Empire, fille de François Charles de Wissenkerke, baron de Pellenberg, de Sprang et du Saint-Empire, capitaine de cavalerie au service des Provinces Unies ;
          - Jean François Joseph Dominique de Villegas[8][réf. à confirmer] (° 1724), fils du précédent, baron d'Hovorst, de Pellenberg et de Sprang, seigneur de Viersel, de Bouchout et de Werster, capitaine au régiment de Wied, admis à l'état noble de Brabant puis en devient ministre[Note 3]. il épousa en 1 Elisabeth de Gaggïa et en 2 Marie de la Motte. Son portrait figure sur le manuscrit 21739 de la Bibliothèque Royale de Belgique.
            - Hyacinthe Philippe Melchior de Villegas, baron de Pellenberg[9], fils du précédent, enseigne aux gardes wallonnes en 1764, devint officier au service de Russie en 1769 après avoir démissionné ;
            - Baron Melchior Joseph Alexandre de Villegas de Pellenberg[8][réf. à confirmer], demi-frère du précédent, admis au lignage bruxellois de Roodenbeke, licencié ès lois, échevin de Bruxelles, conseiller au conseil souverain de Brabant, conseiller et maître ordinaire à la Chambre des comptes, conseiller à la Cour suprême de justice à Bruxelles, membre du corps équestre du Brabant septentrional ;

      - Melchior de Villegas[8][réf. à confirmer] (° 1670), fils cadet de Paul Melchior de Villegas (1628-1677) sus-mentionné, seigneur d'Aa. Il épousa Marie Caroline de Dongelberghe, vicomtesse de Zillebeke, dame de Bergh, fille de Charles de Dongelberghe, vicomte de Zillebeke, conseiller au conseil de Brabant ;
        - Ferdinand Melchior Charles de Villegas[8][réf. à confirmer] (1707-1748), fils du précédent et dernier de cette branche, seigneur d'Aa ;

### Branche de Clercamp
- Philippe Emmanuel Melchior de Villegas[8][réf. à confirmer] (1696-1768), fils de Paul Philippe de Villegas (1661-1721) sus-mentionné, seigneur de Clercamp ;
  - Gaspard Joseph de Villegas[8][réf. à confirmer] (° 1734), fils du précédent, seigneur de Clercamp ;
    - Comte Jean François Ghislain de Villegas de Clercamp[8][réf. à confirmer] (1775-1846), fils du précédent, comte par diplôme du 8 janvier 1820 ;
    - Comte Balthazar Charles Joseph Ghislain de Villegas de Clercamp[8][réf. à confirmer] (1783-1865), fils de Gaspard Joseph de Villegas (° 1734) sus-mentionné, comte par diplôme du 8 janvier 1820, chambellan du roi Guillaume Ier des Pays-Bas, membre du corps équestre du Brabant méridional ;
      - Comte Jean Constantin Ferdinand Ghislain de Villegas de Clercamp[8][réf. à confirmer] (1808-1843) ; il a restauré le château de Bever.
        - Comte Alphonse Louis Joseph de Villegas de Clercamp[3],[8] (1845-1924), fils du précédent bourgmestre de Strombeek-Bever ;
          - Comte Antoine de Villegas de Clercamp[3] (1896-1960, fils du précédent, bourgmestre de Strombeek-Bever, volontaire de guerre 1914-1918, chevalier de l'ordre de Léopold II avec glaives, croix de guerre 1914-1918 avec palmes ;
            - Comte Jean dit Juan de Villegas de Clercamp[3] (1922-2009), volontaire de guerre 1940-1945, capitaine de réserve honoraire, chevalier de l'ordre de la Couronne ;
            - Comte Éric de Villegas de Clercamp[3] (1924-1993), frère du précédent, directeur général de 1968 à 1980, puis président de 1980 à 1988 de la Générale de Banque, officier de l'ordre de la Couronne. Il obtint concession du titre de comte transmissible à la primogéniture mâle le 28 février 1967 ;

### Branche de Saint-Pierre Jette

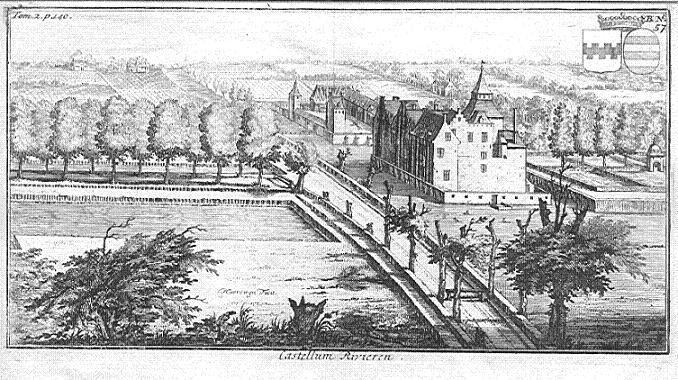
Château de Rivieren

- Paul Philippe de Villegas[8][réf. à confirmer] (1661-1721), 2e fils de Paul Melchior de Villegas (1628-1677) sus-mentionné, seigneur de Luttre, échevin de Bruxelles. Il épousa Anne Thérèse Hyacinthe de Kinschot, fille de François de Kinschot, comte de Jette Saint Pierre, baron de Rivière, seigneur de Ganshoren[Note 4], Ham, Releghem, Bever, Clercamp, conseiller d'État, membre du conseil des finances, et d'Angélique Hélène d'Oyenbrugge († 1679), chanoinesse du Moustier[10], et petite-fille de François de Kinschot ;
  - François Gérard Balthazar de Villegas[8][réf. à confirmer] (1687-1745), fils du précédent, comte de Jette Saint Pierre, baron de Rivière, etc ;
  - Vicomte Gaspard Joseph de Villegas[8][réf. à confirmer] († 1738), frère du précédent, conseiller au conseil de Brabant par patentes du 20 octobre 1731, mort sans hoirs ;
  - Jean Dominique Joseph de Villegas[8][réf. à confirmer] (1697-1743), frère du précédent, seigneur de Kinschot et de Cortendonck ;
    - Gaspard Bernard Jean Dominique de Villegas[8][réf. à confirmer] (1724-1784), comte de Jette Saint Pierre par patentes du 15 juillet 1767, fils du précédent, seigneur de Rivière, Kinschot, Ham, Ganshoren[Note 4]. Il épousa en 1752 Isabelle van der Laen, dame de la vicomté de Thieuloye et de la baronnie de Filièvre ;
      - Philippe Joseph Ghislain de Villegas[8][réf. à confirmer] (1753-1823), comte de Jette Saint Pierre, fils du précédent. Il épousa en 1780 Caroline van Reynegom (1751-1793), fille du baron van Reynegom, seigneur d'Heetvelde ;
        - Comte Louis Alexandre Gustave Joseph Ghislain de Villegas de Saint-Pierre Jette[3],[8] (1783-1867), fils du précédent, obtint reconnaissance de noblesse et du titre de comte transmissible à la primogéniture mâle en 1866 ;
          - Comte Ulric de Villegas de Saint-Pierre Jette[3] (1844-1934), fils du précédent ;
            - Comte Albert de Villegas de Saint-Pierre Jette[3] (1878-1955), fils du précédent, secrétaire de légation, chevalier de l'ordre de la Légion d'honneur, chevalier de l'ordre de Charles III d'Espagne et de l'ordre de la Couronne d'Italie ;

- Balthazar Joseph Charles Ghislain de Villegas[8][réf. à confirmer] (° 1755), second fils de Gaspard Bernard Jean Dominique de Villegas (1724-1784) sus-mentionné ;
  - Comte Pierre Charles Alphonse Antoine Balthazar Ghislain de Villegas de Saint-Pierre Jette[3],[8] (1801-1855), fils du précédent, obtint reconnaissance de noblesse et concession du titre de comte transmissible à la primogéniture mâle en 1847 ;
    - Comte Léon de Villegas de Saint-Pierre[3] (1840-1917), fils du précédent, bourgmestre de Chaussée-Notre-Dame-Louvignies, chevalier de l'ordre de Léopold ;
      - Louis de Villégas de Saint-Pierre[3] (1874-1928), écuyer, fils du précédent et dernier représentant de cette branche, consul honoraire de Belgique à Maestricht, volontaire de guerre 1914-1918, chevalier de l'ordre de Léopold, grand officier de l'ordre Lion et Soleil (Perse), commandeur de l'Ordre du Double Dragon de Chine, chevalier des ordres du Trésor Sacré (Japon), d'Orange-Nassau, de l'Empire britannique et de la Couronne d'Italie.
      - Marie Charlotte (dite Maria) de Villegas de Saint-Pierre (1871-1941), épouse du comte van den Steen de Jehay, infirmière militaire du front (1914-1918), fondatrice de l'École d'infirmières Sainte-Camille de Bruxelles, Chevalier de l'Ordre de Léopold, chevalier de la Légion d'honneur, décorée de la Croix Pro Ecclesia et Pontifice.

### Non-rattachés
- Jean-Baptiste de Villegas, bourgmestre de Bruges de 1674 à 1677, (branche de Bruges) ; Ses armoiries portaient au centre un écu écartelé ayant en un et trois une croix et en deux et quatre trois bandes obliques entouré d'une bordure contenant quatre tours et quatre chaudrons.  Son véritable titre était bourgmestre de la commune en la Ville de Bruges (ceci d'après une estampe provenant de l'ancienne collection de Jacques t'Kint.)
- Jacques-Ferdinand de Villegas, baron d'Hovorst, président de la Chambre des Comptes et conseiller d'État, épousa Marie Jeanne de Villegas, sa cousine germaine.  Sa fille épousa Hyacinthe de Beughem (1674- 1735), seigneur de Chapelle-au-Bois, de Ramsdonck et d'Ottignies[11]. Le portrait de ce dernier, encore enfant, se trouve à la page 32 du livre La Cour des comptes, chez Lanoo, 1999.  Son fils aîné,  Melchior Joseph qui était conseiller-président de la Chambre des comptes en Brabant, par lettres patentes du 29 juin 1713, devint conseiller des domaines de S.M.I. Charles VI, aux quartiers de Malines et d'Anvers, par patentes du 4 juillet 1736, et mourut dans la nuit du 22 au 23 octobre 1761.  Bibliophile célèbre, F. Harrewyn lui réalisa un magnifique ex libris à ses armes surmontées de l'ancienne couronne baroniale flamande.
- Baron Diego de Villegas (1658-1723), président de la Chambre des comptes en Brabant, conseiller d'État ;
- Balthazar-Joseph-Ignace de Villegas d'Estaimbourg (-1795), échevin de Bruxelles, président du Conseil de Brabant ;
- Charles de Villegas, chevalier d'Estaimbourg, nommé enseigne des grenadiers puis sous-lieutenant; fit les campagnes d'Italie; assista aux affaires de Campo-Santo, de Velletri, de Plaisance, du Tidone, devint capitaine en 1763, prit part à la descente d'Alger  en 1775. c'est en 1787 qu'il fut nommé lieutenant-colonel avec le grade de lieutenant-général aux gardes wallonnes (voir réf. no 9).
- Jean de Villegas (1803-1876), (branche de Bruges), membre de la Chambre des représentants de Belgique de 1839 à 1848 ;
- Jean-Bernard de Villegas (1680-1742), (branche de Bruges), protonotaire apostolique, puis nommé  Prévôt de l'église Notre-Dame de Bruges par lettre patente signée par l'empereur Charles VI d'Autriche.
- Jean-Charles de Villegas reçut le 17 octobre 1822 une reconnaissance de noblesse [12]
- La présence de Jean (qualifié de Commissaire de S. M. et de Pagador de l'armée d'Alexandre Farnèse)  et de son fils Fabian de Villegas a été constatée dans la ville de Limbourg (armoiries sur un linteau de porte ou de cheminée daté de 1595)[13].
- Amatus de Villegas fut le prieur de l'abbaye de Maagdendale d'Audenarde.